# Club Sportif de Hammam-Lif
El Club Sportif de Hammam-Lif (àrab: النادي الرياضي لحمام الأنف, an-Nādī ar-Riyāḍī li-Ḥammām al-Anf, ‘Club Esportiu d'Hammam-Lif’), també conegut com a CSHL, és un club esportiu tunisià de la ciutat de Hammam-Lif. Va ser fundat el 1944.

## Palmarès
- Lliga tunisiana de futbol[2]
  - 1952¹, 1954¹, 1955¹, 1956

- Copa President tunisiana[3]
  - 1947¹, 1948¹, 1949¹, 1950¹, 1951¹, 1954¹, 1955¹, 1985, 2001

¹títols anteriors a la independència.